# Miklós Lovas
Miklós Lovas (1931.), mađarski astronom
Radio je u zvjezdarnici Konkolyu od 1964. do 1995. godine. Centar za male planete priznao mu je otkriće dvaju asteroida, 3103 Egera i 3579 Rocholta. Otkrio je dva periodična kometa, 93P/Lovas i 184P/Lovas, te tri neperiodična, C/1974 F1 (Lovas), C/1976 U1 (Lovas) i C/1977 D1 (Lovas).
1959. godine promatrao je udar sonde Luna 2 o površinu Mjeseca.
Njemu u čast nazvan je asteroid (73511) Lovas.